# Luzern

Logo

Lucerne (tiếng Anh: /luːˈsɜːrn/ loo-SURN) hoặc Luzern (tiếng Đức chuẩn Thụy Sĩ: [luˈtsɛrn] ⓘ) là một thành phố ở miền trung Thụy Sĩ, thuộc khu vực nói tiếng Đức của quốc gia này. Lucerne là thủ phủ của canton Lucerne và thuộc huyện Lucerne. Với dân số khoảng 82.000 người, Lucerne là thành phố đông dân nhất ở Trung Thụy Sĩ, đồng thời là trung tâm kinh tế, giao thông, văn hóa và truyền thông của khu vực. Khu vực đô thị của thành phố bao gồm 19 đô thị và thị trấn với tổng dân số khoảng 220.000 người.

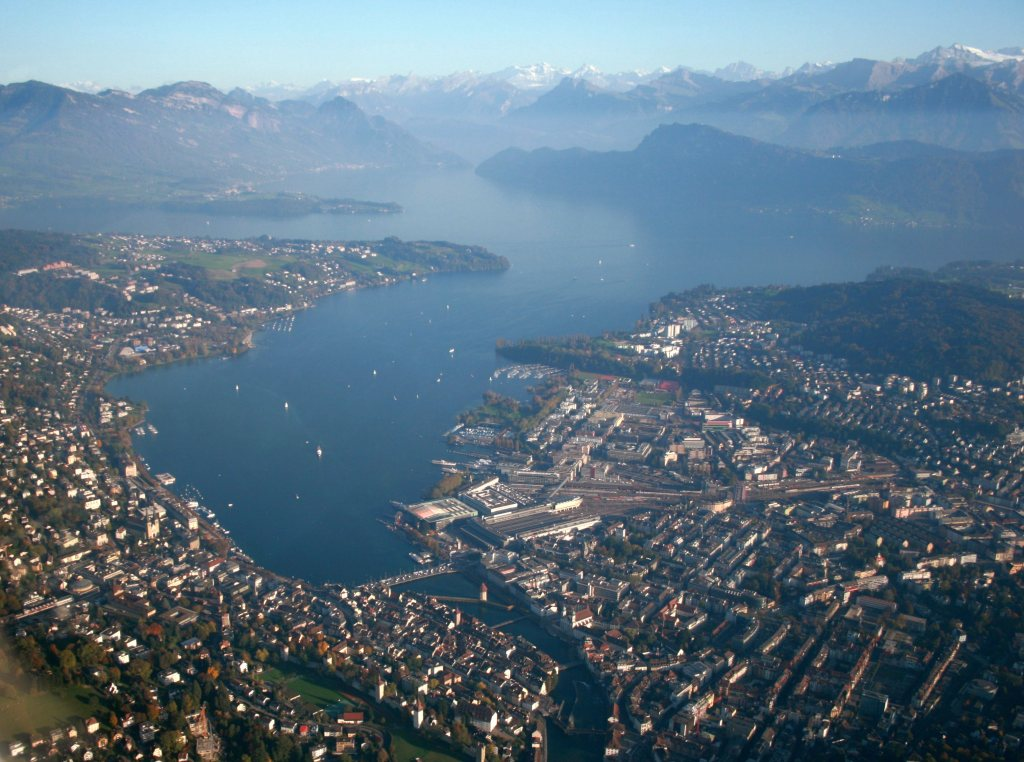
Ảnh chụp từ trên cao của Hồ Lucerne

Nằm bên bờ Hồ Lucerne (tiếng Đức: Vierwaldstättersee) và dòng chảy ra của sông Reuss, trong tầm nhìn của các núi Pilatus và Rigi thuộc dãy Alps Thụy Sĩ, Lucerne từ lâu là điểm đến du lịch nổi tiếng. Một trong những địa danh của thành phố là Cầu Chapel (tiếng Đức: Kapellbrücke), cây cầu gỗ được xây dựng lần đầu vào thế kỷ 14.
Ngôn ngữ chính thức của Lucerne là tiếng Đức, nhưng ngôn ngữ chính được sử dụng là biến thể địa phương của phương ngữ Alemannic, Lucerne German.